# Bluffuniversitet
Ett bluffuniversitet är en organisation eller individ som utfärdar falska eller värdelösa betyg eller examensbevis utan att ställa egentliga krav på studier och utan att någon erkänd myndighet eller organisation utövar tillsyn över universitetens verksamhet.
På engelska används uttrycket "betygskvarn" (diploma mill). En betygskvarn är en organisation som utfärdar akademiska examina och diplom trots att den som ansöker om examen studerat i mycket liten omfattning eller inte alls. Webster’s Third New International Dictionary definierar en betygskvarn som "en högre utbildningsanstalt som drivs utan tillsyn av statlig eller yrkesmässig organisation och som utfärdar examensbevis som är antingen förfalskningar eller, på grund av bristfällig kvalitet, värdelösa". 
("An institution of higher education operating without supervision of a state or professional agency and granting diplomas which are either fraudulent or, because of the lack of proper standards, worthless.")
Sådana organisationer är ofta ej ackrediterade, men de påstår sig ofta vara ackrediterade av någon icke-erkänd/ej godkänd organisation som har startats för ett ge ett sken av autenticitet.
Det är vanligt att bluffuniversitet väljer ett namn som är mycket likartat ett väletablerat och prestigefyllt existerande universitet, ofta i den engelsktalande delen av världen.
Fenomenet har funnits länge, inte minst i USA, men har expanderat kraftigt under 2000-talet, i takt med att bluffuniversiteten har flyttat sin verksamhet till Internet där de ofta marknadsför sig med hjälp av skräppost.

## Kända bluffuniversitet
- Clayton University[1]
- Greenleaf University[1]
- Fairfax University
- Kensington University[1]
- Landford University[2]
- Standford University[1] (notera d:et i namnet, som är skilt mot den legitima institutionen Stanford University)